# Kanárský podenco
Kanárský podenco je psí plemeno, někdy též nazývané Kanárský chrt. Plemeno přivezli zhruba před 400 lety féničtí, řečtí a egyptští obchodníci na Kanárské ostrovy. Kanárský podenco je potomkem starověkých psů žijících v Egyptě. Mezi jeho blízké příbuzné řadíme ibizského chrta a portugalského podenca.

## Historie
Na Kanárských ostrovech odkud pochází, je znám pod názvem Podenco Canario. Vyskytuje se na všech ostrovech, hlavně na Gran Canarii a Tenerife. Je jedno z nejstarších plemen na světě, to dokazují nálezy mnoha vyobrazení na rytinách, sochách, basreliéfů v hrobkách faraónů. Plemeno je zřejmě staré víc než 7000 let. Je používán především k lovu drobné zvěře. Zvláštností tohoto plemene je, že byť je nazýván chrtem, neloví pouze zrakem, ale i čichem a sluchem. Standard plemene vznikl v roce 1987. V České republice se kanárský podenco vyskytuje jen vzácně.

## FCI
Kanárského chrta řadíme do skupiny FCI 5: Špicové a primitivní plemena, sekce FCI 7: – Lovečtí psi primitivního typu (bez zkoušky z výkonu). Je velmi podobný Ibizskému podencu.

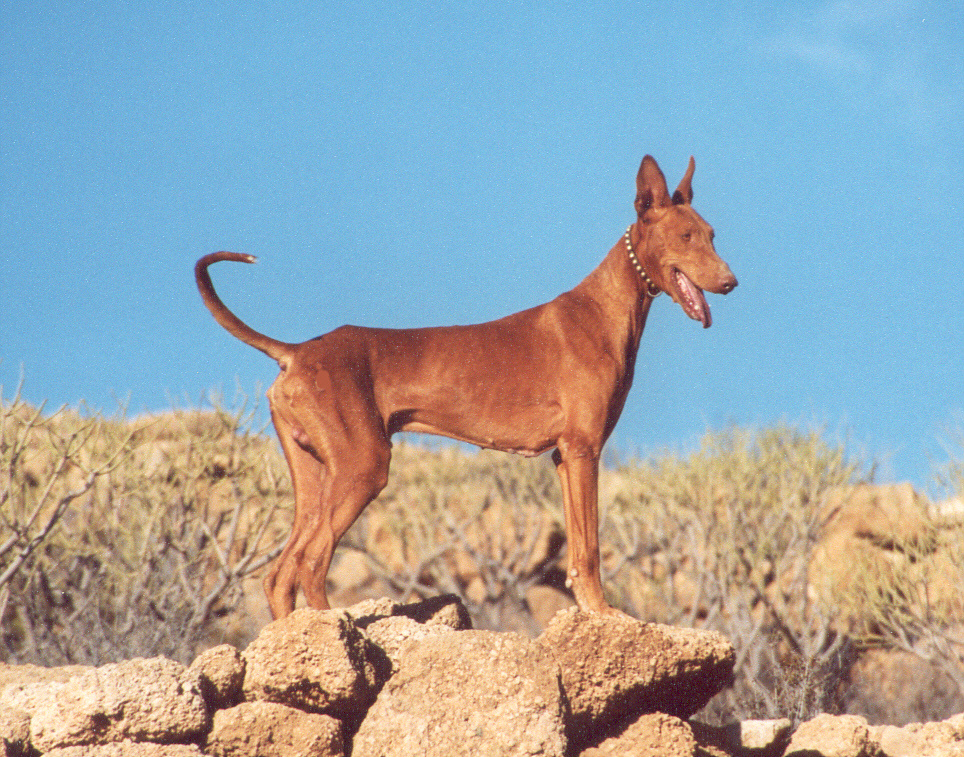
Mladý pes Kanárského podenca

## Základní péče
Péče o srst je nenáročná. Kanárský chrt je chytrý, bystrý a dobře reaguje na intonaci hlasu, není zde zapotřebí tvrdý přístup. Pro začátek je dobré zvládnout povel „ke mně!", protože jakmile spatří králíka nebo jinou kořist, je obtížné jej zavolat zpět. Je přizpůsobivý a má-li dostatek pohybu, je možné jej chovat i v bytě. Je ideální plemeno pro coursing. Podenco je velmi aktivní pes, který rád běhá a proto se hodí pro různé psí sporty.

## Povaha
Je odvážný, chladnokrevný, aktivní a temperamentní. Impozantní, ale ne agresivní. Oddán za každou cenu svému pánovi. Je užíván hlavně pro lov králíků, a je k tomu výborně přizpůsoben. Dobře snáší vysoké teploty a je schopen lovit od rána do noci. Díky výbornému čichu a sluchu může snadno nalézt králíky i v tom nejobtížnějším terénu. Je to především stopař, který neštěká a to ani v průběhu stopování kořisti. Je také užíván při lovu s fretkou, což je způsob lovu povolený na Kanárských ostrovech.

## Zajímavosti
Toto poměrně vzácné plemeno se na ostrovech svého původu vyskytuje jak ve své standardní, tak poněkud odlišné podobě – čokoládově hnědí, černí nebo bílí se znaky v podobě „pih“.